# Усть-Вельское сельское поселение
У́сть-Ве́льское сельское поселение или муниципа́льное образова́ние «У́сть-Ве́льское» — муниципальное образование  со статусом сельского поселения в Вельском муниципальном районе Архангельской области. 
Соответствует административно-территориальной единице в Вельском районе — Усть-Вельский сельсовет (к нему также относятся деревни Дюковская и Плесовская, входящие в Вельское городское поселение).
Административный центр поселения и сельсовета находится в деревне Дюковская, входящей в состав Вельского городского поселения.

## География
Усть-Вельское сельское поселение располагается на юге Вельского района западнее города Вельск. Крупнейшие реки: Вага, Вель, Пежма, Шавшуга, Синега. Крупных озёр на территории муниципального образования нет.
Граничит:
- на западе с муниципальным образованием «Солгинское»
- на северо-западе с муниципальным образованием «Хозьминское»
- на севере с муниципальным образованием «Шадреньгское»
- на северо-востоке с муниципальным образованием «Муравьевское»
- на востоке с муниципальным образованием «Вельское»
- на юго-востоке с муниципальным образованием «Верхнеустькулойское»
- на юге с муниципальным образованием «Пежемское» и с муниципальным образованием «Низовское»

## История
Муниципальное образование было образовано в 2006 году.

## Население
| 2005  | 2010  | 2011  | 2012  | 2013  | 2014  | 2015  | 2016  | 2017  |
| ----- | ----- | ----- | ----- | ----- | ----- | ----- | ----- | ----- |
| 2427  | ↘2289 | ↘2283 | ↗2290 | ↗2330 | ↗2373 | ↘2366 | ↘2365 | ↘2325 |
| 2018  | 2019  | 2020  | 2021  | 2023  |       |       |       |       |
| ↗2328 | ↘2306 | ↗2351 | ↘2014 | ↗2016 |       |       |       |       |

## Состав сельского поселения
В состав сельского поселения входят 34 населённых пункта.
| №  | Населённый пункт   | Тип населённого пункта          | Население |
| -- | ------------------ | ------------------------------- | --------- |
| 1  | 100 км ж/д         | посёлок                         | ↘8        |
| 2  | 91 км ж/д          | посёлок                         | →0        |
| 3  | 95 км ж/д          | посёлок                         | ↗13       |
| 4  | Возгрецовская      | деревня                         | ↗5        |
| 5  | Ежевская           | деревня                         | ↗176      |
| 6  | Ельциновская       | деревня                         | ↗15       |
| 7  | Ерёминская         | деревня                         | ↗97       |
| 8  | Есяковская         | деревня                         | →19       |
| 9  | Заручевская        | деревня                         | ↘28       |
| 10 | Зелёный Бор        | посёлок                         | ↗145      |
| 11 | Злодеево           | деревня                         | ↘5        |
| 12 | Карповская         | деревня                         | ↘7        |
| 13 | Колтовская         | деревня                         | →28       |
| 14 | Костинская         | деревня                         | ↘40       |
| 15 | Ленино-Ульяновская | деревня                         | ↗73       |
| 16 | Мининская          | деревня                         | →0        |
| 17 | Мироминская        | деревня                         | ↗32       |
| 18 | Никифорово         | деревня                         | →271      |
| 19 | Овчинниковская     | деревня                         | →0        |
| 20 | Павловская         | деревня                         | ↘65       |
| 21 | Пахотинская        | деревня                         | →4        |
| 22 | Погореловская      | деревня                         | ↘63       |
| 23 | Прилуцкая          | деревня                         | ↗331      |
| 24 | Савинская          | деревня                         | ↘18       |
| 25 | Селютинская        | деревня                         | ↘18       |
| 26 | Синега             | посёлок железнодорожной станции | →71       |
| 27 | Синега-Лесопункт   | посёлок                         | →287      |
| 28 | Скомовская         | деревня                         | ↘22       |
| 29 | Тарасовская        | деревня                         | ↗106      |
| 30 | Фоминская-1        | деревня                         | ↗47       |
| 31 | Фоминская-2        | деревня                         | ↘14       |
| 32 | Хорошевская        | деревня                         | →212      |
| 33 | Шелюбинская        | деревня                         | ↘56       |
| 34 | Шиловская          | деревня                         | →405      |